# The Düsseldorf Düsterboys
The Düsseldorf Düsterboys sind eine deutsche Folk-Band, die 2012 von den aus Mainz stammenden Musikern Peter Rubel und Pedro Goncalves Crescenti gegründet wurde und in Essen ansässig ist.

## Geschichte
Die Band wurde 2012 von Peter Rubel und Pedro Goncalves Crescenti gegründet. Als lose Mitglieder stießen später Edis Ludwig und Fabian Neubauer hinzu. 
2016 veröffentlichte die Band die EP Alkoholgedanken und den Song Teneriffa auf SoundCloud.
Ihr Stil orientiert sich an der Folkmusik der 1960er und 1970er Jahre und weist neben Anleihen am Psychedelic und Anti-Folk auch Einflüsse aus Kammermusik, Tropicalismo und Bossa Nova auf.
Am 25. Oktober 2019 erschien das Debütalbum Nenn mich Musik beim Berliner Indie-Label Staatsakt. Der Nachfolger Duo Duo wurde am 7. Oktober 2022 veröffentlicht. Für das Album arbeiteten Rubel und Crescenti mit verschiedenen Studiomusikern, darunter Radek Stawarz (Violine), zusammen.
2020 waren The Düsseldorf Düsterboys Gastmusiker auf dem gleichnamigen Album der deutschen Band Die Sterne.
Zusammen mit dem Schlagzeuger Joel Roters sind Rubel und Crescenti seit 2015 auch Gründungsmitglieder der Rockband International Music, die stärker vom Krautrock inspiriert ist und 2024 ihr drittes Studioalbum veröffentlichte.

## Diskografie
Studioalben
- 2019: Nenn mich Musik (Staatsakt)
- 2022: Duo Duo (Staatsakt)

Extended Plays
- 2018: Alkoholgedanken (Eigenvertrieb)
- 2020: Im Winter (Staatsakt)
- 2023: Trommel EP (Staatsakt)

Singles
- 2016: Teneriffa
- 2018: Marijke Amado
- 2019: Oh, Mama
- 2019: Kaffee aus der Küche
- 2021: Traurige Gesichter (Maurice & Die Familie Summen Cover)
- 2022: Ab und zu

Sonstige
- 2018: Schokolala (mit Gorilla Club)
- 2021: Can You Forgive Her? (Pet Shop Boys Cover)
- 2024: Wie schön du bist (mit DJ Koze und Arnim Teutoburg-Weiß)